# Ystads Stående Teatersällskap
Ystads Stående Teatersällskap är en fri teatergrupp, bildad 1994 med säte i Ystad. 
Ensemblen har genom åren framfört en rad uppsättningar inom olika genrer, däribland sverigepremiärer på verk av Molière och Ludvig Holberg. Henning Mankell har skrivit tre pjäser direkt för sällskapet.

## Marsvinsholm Nästa!
Under vinjetten ”Marsvinsholm Nästa!” erbjöd teatersällskapet 1996-2012 sin publik att ta pågatåget direkt till spelplatsen från hela Skåne via Malmö-Ystad-Simrishamn och åka gratis hem på teaterbiljetten. Marsvinsholms slott från 1648 utgör fonden för friluftsteatern än idag, café med bistro och teatermenyer, öl-, vinförsäljning, [fram till 2009 såldes även osten Marsvinsholm Herrgård, initierad av YST) utställningar, boulebanor, guidning, gästspel med mera.   
Antalet besökare slog sommaren 2006 rekord med nästan 20 000 besökare på 32 föreställningar av "Herr Puntila och hans dräng Matti" av Bertolt Brecht, vilket innebar 96% beläggning på läktaren som då rymde 650 personer. YST samlade 10-20 000 personer per sommarsäsong till friluftsteatern. Inkl. dagbesökare till slottsparken, café och utställningar samt övriga arrangemang under året blev det cirka 35.000 besökare/år. 

## Produktioner
- 1994: ”100 ÅR AF TEATER” Ystad Teaters 100-årsjubileum. Div. författare. Urpremiär.
- 1996 & 1997: ”Den tanklöse” av Molière. Svensk urpremiär. Översättning Lars Huldén
- 1998: ”Flickan och Flygaren” av Henning Mankell. Urpremiär.
- 1999: ”Den Lögnaktige” av Ludvig Holberg. Svensk urpremiär.
- 2000: ”Grävskopan” av Henning Mankell. Urpremiär.
- 2000: "Kl. 28.00" en knäpp revy i cirkustält, diverse författare.
- 2001: ”Horisonttjuven” av Henning Mankell. Svensk urpremiär.
- 2002: ”Kvällsflörten” av Molière/John Dryden. Svensk urpremiär.
- 2003: ”Jeppe på berget” av Ludvig Holberg. Nyöversättning.
- 2004: "Grattis" Ystad Teaters 110-årsjubileum. En revy av diverse författare.
- 2004: ”Den girige” av Molière. Nyöversättning.
- 2005: ”Revisorn” av Nikolaj Gogol. Nyöversättning.
- 2006: ”Herr Puntila och hans dräng Matti” av Bertolt Brecht.
- 2007: ”Hycklaren Tartuffe” av Molière. Nyöversättning Lars Huldén.
- 2008: ”4 män och en ö” (originaltitel "Neville's Island") av Tim Firth. Översättning Johan Huldt.
- 2009: ”Sitt still i båten” (originaltitel "Don't Rock the Boat") av Robin Hawdon. Översättning Lars-Christer Karlsson.
- 2010: "Markurells i Wadköping" av Hjalmar Bergman.
- 2011: "Resor med moster Augusta" av Graham Greene.
- 2012: "Den inbillade sjuke" av Molière Nyöversättning Johan Huldt.
- 2013: "kamin för frusna själar" Urpremiär av Jacques Werup.